# Werner Krien
Werner Krien (né le 7 mars 1912 à Berlin, mort le 6 mars 1975 dans la même ville) est un directeur de la photographie allemand.

## Biographie
Krien apprend le cinéma auprès de son père puis travaille dans un laboratoire. Chez Terra Filmkunst, il est monteur et assistant réalisateur. En 1930, il devient premier assistant opérateur de Werner Brandes. Après plusieurs courts métrages, il est directeur dans L'Étrange Monsieur Victor. Krien est vite populaire et participe aux films en couleurs de Hans Albers, Les Aventures fantastiques du baron Münchhausen et La Paloma.
Après la Seconde Guerre mondiale, il travaille un temps pour la DEFA puis pour des sociétés d'Allemagne de l'ouest et de Berlin-Ouest. Il est présent essentiellement dans des films apolitiques, avec notamment Wolfgang Liebeneiner comme réalisateur et Ruth Leuwerik comme actrice principale.
En 1961, il prend sa retraite pour des raisons de santé puis fonde une société de films commerciaux.

## Filmographie
- 1931 : Wunder der Tierwelt im Wasser
- 1937 : Bojarenhochzeit
- 1937 : Der Clown
- 1937 : Oh, diese Ehemänner
- 1937 : Gänseknöchlein
- 1937 : Bluff
- 1937 : Das Quartett
- 1937 : Die perfekte Sekretärin
- 1937 : Die Wiener Modell
- 1938 : L'Étrange Monsieur Victor
- 1938 : Ein Mädchen geht an Land
- 1938 : Dreiklang
- 1938 : Femmes pour Golden Hill
- 1939 : Kennwort Machin
- 1939 : Zwölf Minuten nach zwölf
- 1939 : Umwege zum Glück
- 1939 : Drei Unteroffiziere
- 1941 : En selle pour l'Allemagne (...reitet für Deutschland) d'Arthur Maria Rabenalt
- 1941 : Illusion
- 1941 : Annelie de Josef von Báky
- 1941 : Über alles in der Welt
- 1943 : Les Aventures fantastiques du baron Münchhausen
- 1944 : Eine Frau für drei Tage
- 1944 : La Paloma d'Helmut Käutner
- 1945 : Via Mala
- 1945 : Wir beide liebten Katharina
- 1946 : Einheit SPD-KPD
- 1946 : Irgendwo in Berlin
- 1947 : … und über uns der Himmel de Josef von Báky
- 1948 : Morituri
- 1949 : Tromba
- 1949 : La Chair de Josef von Báky
- 1949 : Der große Mandarin (de)
- 1949 : Mordprozess Dr. Jordan
- 1949 : Krach im Hinterhaus
- 1950 : Kein Engel ist so rein
- 1950 : Geliebter Lügner
- 1950 : Épilogue - Le mystère de l'Orplid
- 1951 : Unsterbliche Geliebte
- 1951 : Die Sehnsucht des Herzens
- 1951 : Hanna Amon (en)
- 1951 : La Maison de Montevideo
- 1951 : Die Alm an der Grenze
- 1952 : Türme des Schweigens
- 1953 : Ave Maria
- 1953 : Die blaue Stunde
- 1953 : Königliche Hoheit
- 1954 : Ihre große Prüfung
- 1954 : Der letzte Sommer
- 1954 : Portrait d'une inconnue
- 1954 : Regina Amstetten
- 1955 : Roses d'automne
- 1955 : Eine Frau genügt nicht
- 1955 : Ein Mann vergißt die Liebe
- 1956 : Bonjour Kathrin
- 1956 : L'Étudiante Hélène Willfuer
- 1956 : Friederike von Barring
- 1956 : Die goldene Brücke
- 1956 : Die Trapp-Familie
- 1956 : Salzburger Geschichten
- 1957 : Immer wenn der Tag beginnt
- 1957 : Au revoir Franziska
- 1957 : La Reine Louise (Königin Luise) de Wolfgang Liebeneiner
- 1958 : Jeunes Filles en uniforme
- 1958 : Une femme qui sait ce qu'elle veut
- 1958 : La Famille Trapp en Amérique
- 1959 : Marili
- 1959 : Die ideale Frau
- 1960 : Heldinnen
- 1960 : Une nuit à Monte-Carlo
- 1962 : Adorable Julia
- 1965 : La Bohème

## Source de la traduction
- (de) Cet article est partiellement ou en totalité issu de l’article de Wikipédia en allemand intitulé « Werner Krien » (voir la liste des auteurs).